# Gosjdieël

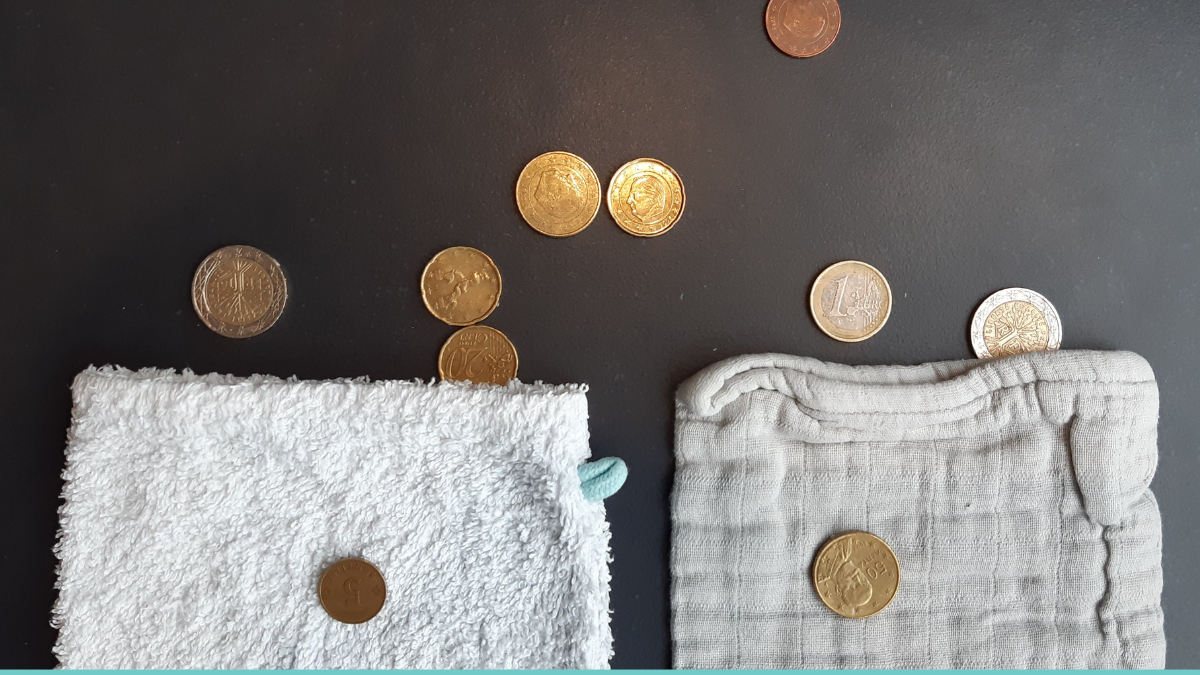

Gosjdieël is een immaterieel erfgoedpraktijk uit Galmaarden, Tollembeek en Vollezele, gelegen in de Belgische streek Zuidwest-Pajottenland. Kinderen trekken op 31 december tussen zonsopgang en het middaguur van huis tot huis en roepen daarbij het woord Gosjdieël of Goshjiel (een verbastering van 'godsdeel'). Ze kloppen of bellen aan de voordeur en begroeten met een vrolijke en luide "Gosjdieël" de bewoner, waarop men dikwijls antwoordt: pakt de koê bô ’t zjieël en lupt er mee noeë Villezjieël of ook pakt de koe bô ’t zjieël, pakt de varre bô zaai gat en lupt er mee noê ‘t stad (een varre is een stier). De bewoner beloont de kinderen met een euro(cent) of enkele euro's. Naar aloude gewoonte verzamelen de kinderen het geld bij voorkeur in een washandje of ander zakje gemaakt uit handdoekenstof. Als dank wensen de kinderen de bewoner een "Geluukeg Nuûjoeër."

## Deelnemers
De deelnemer aan de traditie heet een Gosjdieëler. Het is een kind in de leeftijdsgroep van 6 tot 12 jaar. Meestal is deze traditie voorbehouden aan kinderen tussen de Eerste tot Plechtige Communicant. Vaak zijn ze ook vergezeld van hun kleuterzusje of -broertje, en van een oudgediende zoals een grotere zus of broer, of een vader of peter.

## Historiek
De katholieke kerk ontving eeuwenlang zogenaamde tienden, waarmee ze onder andere de armenzorg bekostigden. De armen konden dus aanspraak maken op dit zogenaamde Godsdeel. De tienden werden in 1797 afgeschaft, maar voor de armen bleef het godsdeel van belang. Gaandeweg hebben kinderen het gebedel om het godsdeel overgenomen.

## Gosjdieël als erfgoed
Sinds 2020 probeert men de traditie nieuw leven in te blazen en startte men ook de procedure om als erfgoed erkend te worden op de Vlaamse Inventaris van Immaterieel erfgoed. Op 22 december 2021 werd de traditie officieel erkend.